# Romanos 1

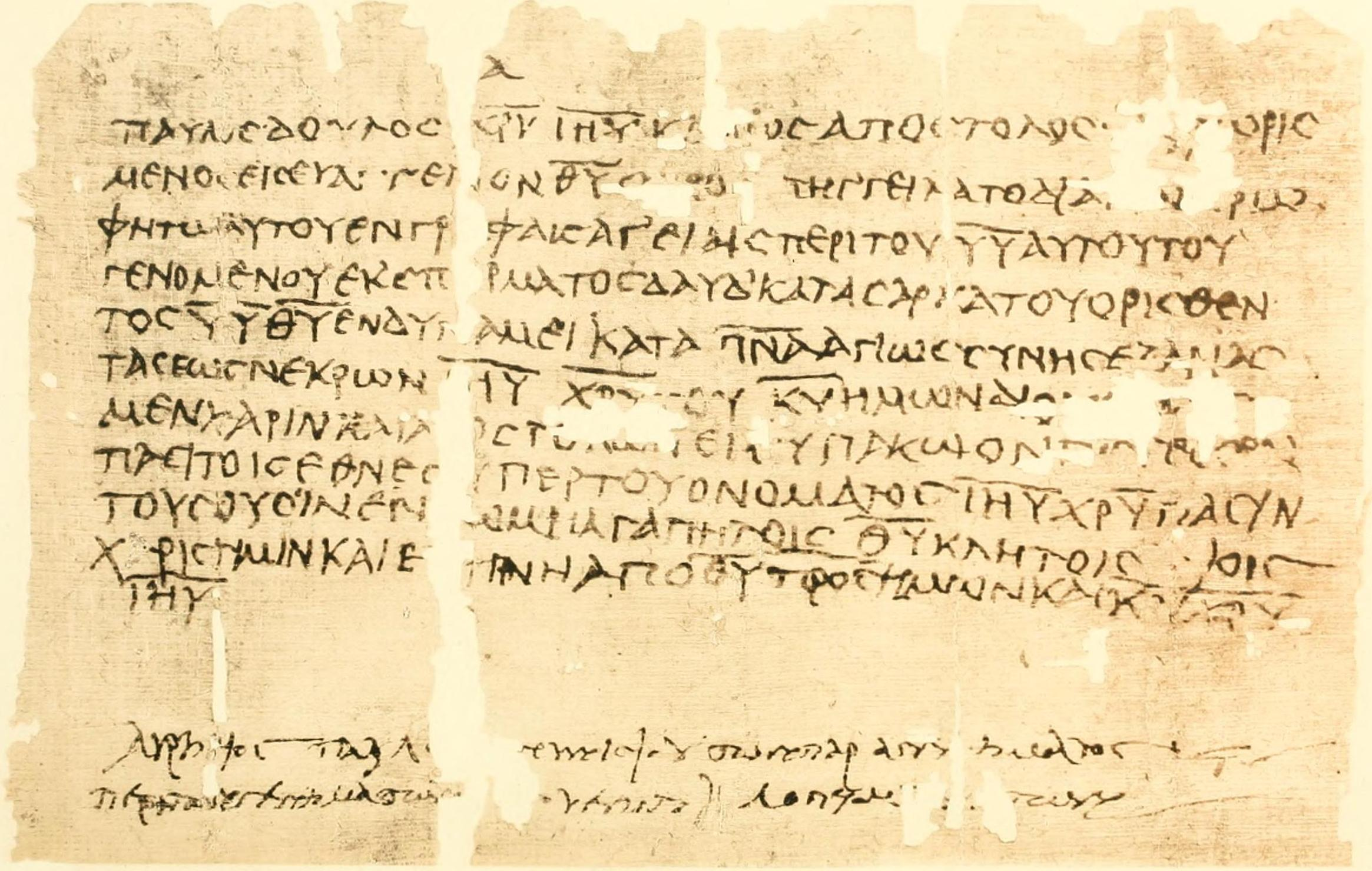
Epístola a los Romanos 1:1–7 en el Papiro 10, escrito hacia el año 316 d. C.

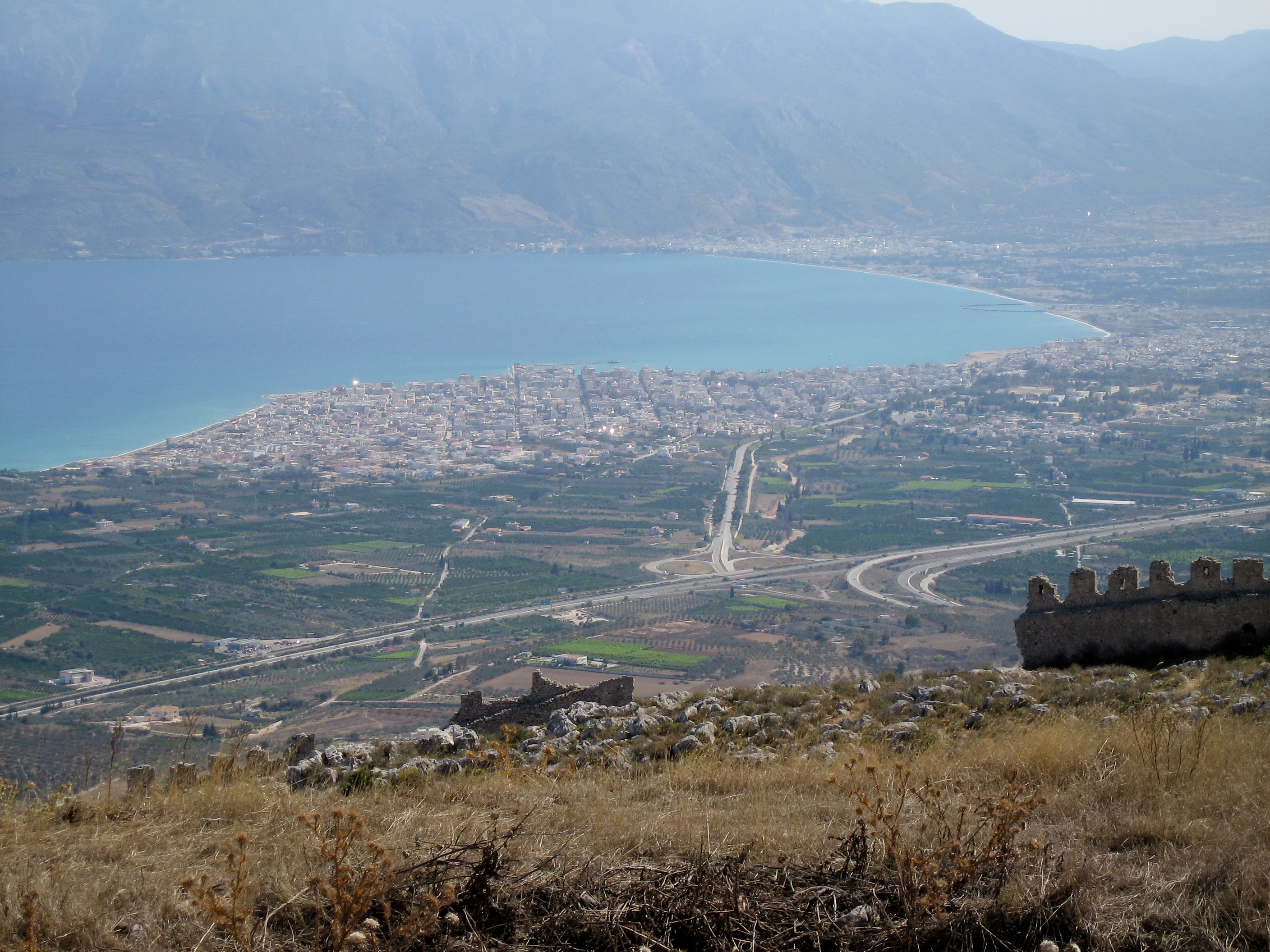
La ciudad de Corinto, donde se escribió la Epístola a los Romanos, una vista desde la cima del Acrocorinto (2007)

Romanos 1 es el primer capítulo de la Epístola a los Romanos del Nuevo Testamento de la  Biblia cristiana. Fue escrito por Pablo el Apóstol, mientras se encontraba en Corinto a mediados de los años 50 d. C., con la ayuda de un amanuense (secretario), Tercio, que añadió su propio saludo en Romanos 16:22. Hechos 20:3 registra que Pablo permaneció en Grecia, probablemente Corinto, durante tres meses. La carta está dirigida «a todos los que en Roma son amados por Dios y llamados a ser santos».

## Texto
El texto original fue escrito en griego koiné. Este capítulo está dividido en 32 Versículos.

### Testigos textuales
Algunos Manuscritos bíblicos#Manuscritos del Nuevo Testamento tempranos que contienen el texto de este capítulo en griego koiné son:.
- Papiro 40 (~250; Versículos existentes 24-27, 31-32)
- Papiro 10 (316 d. C.; existen los versículos 1-7)[6]
- Codex Vaticanus (325-350)
- Codex Sinaiticus (330-360)
- Codex Alexandrinus (400-440)
- Codex Ephraemi Rescriptus (~450; Versículos 4-32 existentes)

Un manuscrito posterior, el Codex Boernerianus (probablemente del siglo IX) no utiliza la frase ἐν Ῥώμῃ. ('en Roma'). En el Versículo 7 esta frase fue sustituida por ἐν ἀγαπῃ ('en el amor', texto interlineal latino - in caritate et dilectione), y en el Versículo 15 la frase se omite tanto en el texto griego como en el latino.

## Prescrito (versículos 1-7)

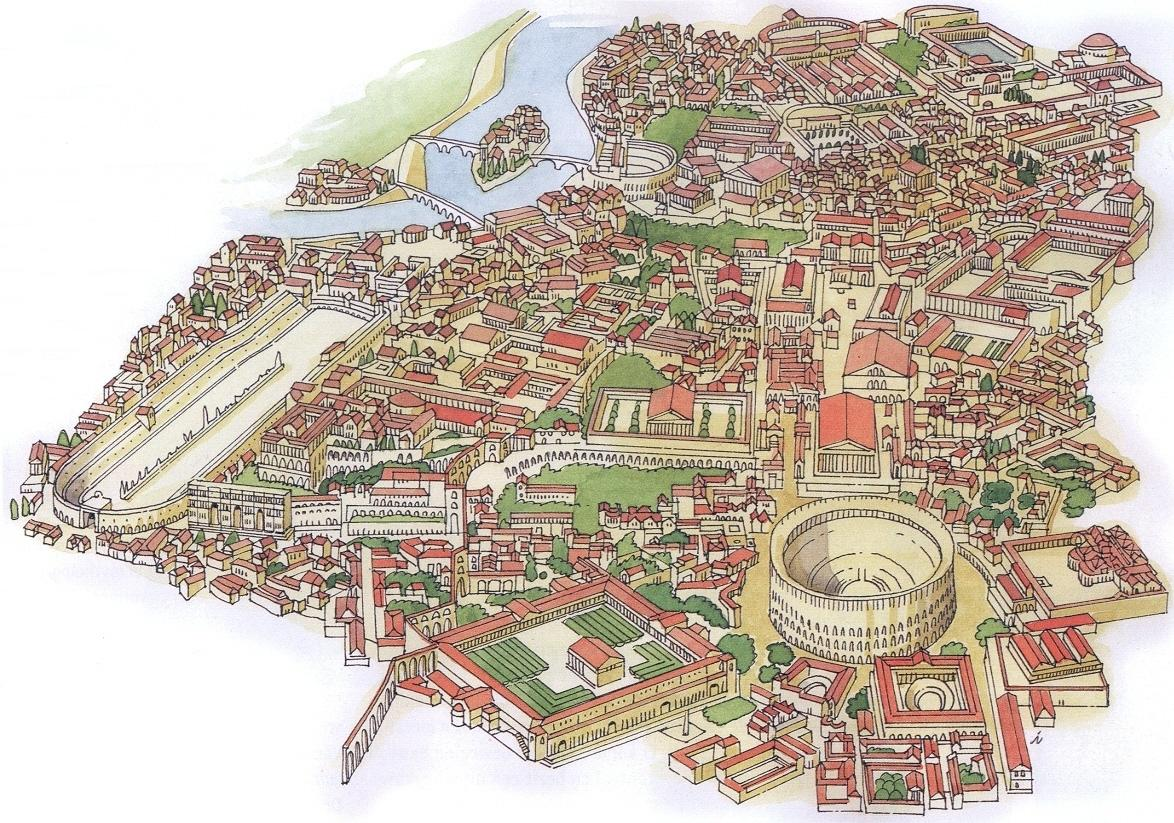
Ilustración de la antigua Roma